# Kereť
Kereť (rusky Кереть nebo Керет озеро) je jezero na severu Karelské republiky v severozápadním Rusku. Má rozlohu 223 km² (včetně ostrovů 275 km²). Největší délka je 44 km a šířka 19 km. Jezero leží v nadmořské výšce 91 m a dosahuje hloubky 4 až 5 m.

## Pobřeží
Pobřeží je nevysoké, ale skalnaté, velmi členité s množstvím zálivů. Jsou mírně kopcovité a pokryté jehličnatými lesy, které jsou bohaté na hřiby a jahody. Vyvýšeniny se střídají s bažinami. Na březích vystupuje žula a objevují se i písčité pláže.

### Části jezera
Jezero je četnými mysy a ostrovy rozděleno na několik částí, které se od severu k jihu nazývají:
- Plotičnoje (озеро Плотичное) je protáhlé ze západu na východ a má velké množství ostrovů a leží nejvíce na severu
- Severnoje (озеро Северное) je od jezera Plotičnoje odděleno průlivem Oporova Salma (Опорова Салма)
- Serebrjanoje (Серебряное озеро) se vyznačuje velkými odkrytými vodními plochami bez ostrovů.
- Kukureozero (Кукуреозеро)
- Pirtozero (Пиртозеро) leží na jih od největšího ostrova Vinčany a jeho břehy jsou pokryty borovým lesem
- Vingeľozero (Вингельозеро) je na severu zarostlé rákosím a na jihu má žulové pobřeží s písečnými plážemi.

## Ostrovy
Je na něm 130 ostrovů o celkové ploše 52 km², z nichž největší je Vinčany (Винчаны).

## Vlastnosti vody
Voda snadno prohřívá, takže v horkém létě teplota dosahuje 20-21 °C. Místy jezero zarůstá vodními rostlinami.

## Vodní režim
Hlavními přítoky jsou Kerževa, Narva a Nolja. Odtéká z něj řeka Kereť, která ústí do Kandalakšského zálivu Bílého moře. Zdroj vody je sněhový a dešťový. Zamrzá na začátku listopadu a rozmrzá na konci května.

## Osídlení
Na břehu jezera leží osada Parfejevo (Парфeeво), které leží 9 km od stanice Louchi na trase Sankt Petěrburg-Murmansk.

## Fauna
Je bohaté na ryby (okoun, štiky, síhové, plotice).